# Ettore Mambretti
Ettore Mambretti (Binasco, 5 gennaio 1859 – Roma, 12 novembre 1948) è stato un generale italiano.
Comandò la VI Armata durante la battaglia dell'Ortigara.

## Biografia
Frequentò la Scuola di Modena, da cui uscì con il grado di sottotenente dei bersaglieri nel 1877. Rimase nei bersaglieri fino alla nomina a generale. Prese parte alla battaglia di Adua, finita in modo tragico, dove guadagnò la Medaglia d'argento al Valor Militare. In seguito, nel 1912, durante la guerra italo-turca, fu inviato in Tripolitania dove, appena giunto, diresse il combattimento di Sidi Garabaa, anch'esso perso in malo modo.
Comandante generale durante la prima guerra mondiale, il suo nome viene ricordato soprattutto per la battaglia dell'Ortigara, che portò alla morte di migliaia di soldati e alla sua rimozione dal comando, dato che tra l'altro aveva conseguito molte sconfitte anche negli scontri precedenti. Fatto particolare, testimoniato pure da lettere di Gatti e di Cadorna, fu il pregiudizio che voleva Mambretti un portatore di sfortuna.
In una lettera del generale Cadorna si legge: "La jettatura ha voluto esercitarsi fino all'estremo. Gli Austriaci, dopo una gran preparazione di artiglieria, hanno assalito e ci hanno preso l'Ortigara, malgrado una difesa strenua. [...] quando i soldati vedono Mambretti fanno gli scongiuri. In Italia purtroppo questo pregiudizio costituisce una grande forza contraria". La sconfitta subita sull'Ortigara e soprattutto la grande perdita di uomini nonostante l'abbondanza di mezzi costrinse il generale Cadorna a togliergli l'incarico.
Dopo la Grande Guerra ricevette comunque la promozione a generale d'armata (31 dicembre 1923) e nel 1929 venne nominato Senatore del Regno, carica alla quale lui stesso si era candidato; nel 1931 fu collocato a riposo dall'esercito.